# Revolta do Sal

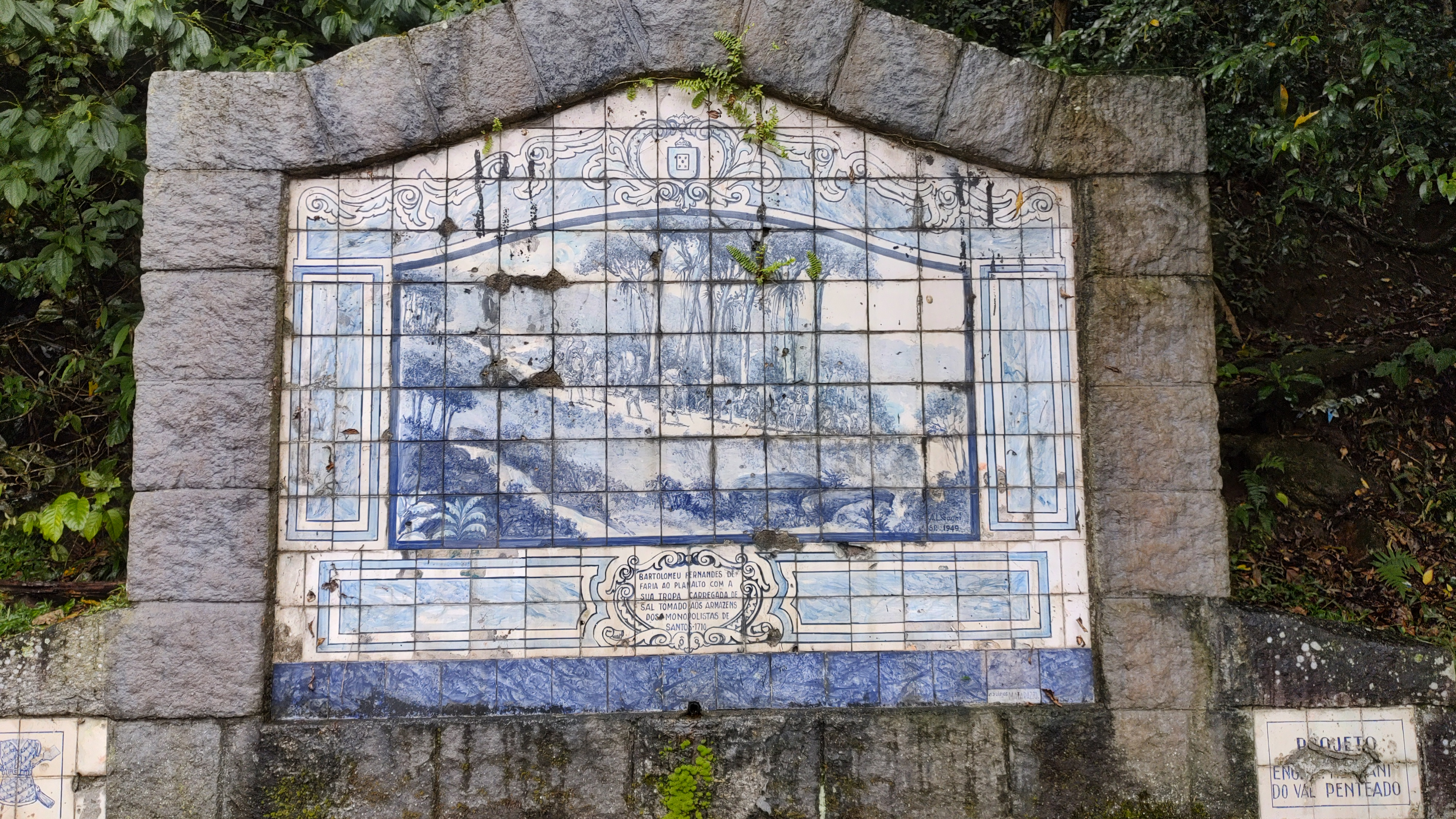
Antiga fonte com mural em azulejos de A. L. Gagni - S.P. 1949, onde se lê: "Bartolomeu Fernandes de Faria ao Planalto com a sua tropa carregada de sal tomado aos armazéns dos monopolistas de Santos-1710".

A Revolta do Sal foi uma revolta nativista ocorrida na Capitania de São Paulo e Minas de Ouro, no Brasil, em 1710.
À época, o sal, gênero de primeira necessidade para as pessoas e o gado, era explorado a título de monopólio pela política econômica mercantista da Coroa Portuguesa. O seu comércio era praticado por um reduzido número de pessoas que arrematavam contratos para a exploração e venda do produto, geralmente por um período de três anos. A estes negociantes da Coroa associavam-se outros que viviam nas colônias.

## Histórico
No início do século XVII, a Capitania de São Paulo e Minas de Ouro estendia-se pelo território dos atuais estados de Minas Gerais, Mato Grosso, Mato Grosso do Sul, Goiás, Paraná, Santa Catarina e Rio Grande do Sul. O seu governador e capitão-geral à época, Antônio de Albuquerque Coelho de Carvalho, passava a maior parte do tempo nas regiões de extração do ouro, para melhor controlar a arrecadação dos impostos e a reprimir o contrabando do metal.
Na capitania, o comércio do sal era feito a partir do porto e vila de Santos. Contudo, artifícios para aumentar o preço do gênero tinham sido instaurados, aumentando o lucro daqueles que detinham o monopólio. Uma destas práticas era a distribuição em menores quantidades do que as habitualmente consumidas. Outra consistia em armazenar a mercadoria em depósitos forçando o aumento no preço.
Este movimento especulativo já havia ocorrido em outras Capitanias do Brasil. A Câmara Municipal da cidade do Rio de Janeiro já havia protestado junto à Coroa, afirmando que dever-se-ia ter pena das "pessoas pobres e dos escravos que comem frequentemente sem sal". O governo metropolitano, entretanto, não tomou nenhuma medida em relação a estas queixas. Em 1710, a especulação exercida pelos comerciantes forçou excessivamente o preço da venda do sal, criando uma situação insustentável.

## O movimento
Bartolomeu Fernandes de Faria, grande proprietário de centenas de escravos africanos e indígenas, decidiu reagir ante a inércia das autoridades. Este paulista que vivia em sua fazenda denominada "Angola" na Vila de Jacareí, organizou um grande grupo armado formado por negros, índios e capangas e, de assalto, tomou a cidade de Santos. Lá arrombaram os depósitos de sal e carregaram tudo o que puderam, porém, pagando o preço que achavam justo e além de tudo exigindo que se recolhesse a parte da Corola.
Tomando a mercadoria considerada necessária, o bando seguiu "serra acima", destruindo a ponte que ligava a ilha de São Vicente ao continente, a fim de impedir que as autoridades de Santos seguissem em sua perseguição. Embora medidas contra o "potentado senhor do campo" fossem pedidas ao governador da capitania, este nada o fez.
Uma carta foi enviada em 2 de novembro de 1710 a Lisboa pelo juiz Antônio da Cunha Sottomaior para denunciar os acontecimentos. A atitude de Bartolomeu Fernandes de Faria, além de representar um claro desafio às autoridades portuguesas, prejudicava os interesses dos comerciantes de Lisboa instalados na Capitania. Foram essas as razões que levaram D. João V a publicar e enviar uma Carta Régia em 28 de Abril de 1711 ordenando a detenção de Bartolomeu Fernandes. Entretanto, este havia tido tempo de evadir-se e de reforçar a sua posição sobre as suas terras, fortificando a sua fazenda, que era defendida de maneira eficaz por seus homens.
Em 1720 o coronel Luís Antônio de Sá Queiroga, governador militar de Santos, finalmente teve êxito na captura de Bartolomeu, interpelando-o nos arredores da Vila de Conceição de Itanhaém. Foi necessário empregar um forte contingente militar para se lograr êxito na operação. Aos oitenta anos de idade, Bartolomeu foi levado "a ferros" para Santos, de onde seguiu para Salvador para ser julgado, fato que não chegou a ocorrer pois morreu de bexigas antes.